# Deutsche Leichtathletik-Meisterschaften 2012
Die 112. Deutschen Leichtathletik-Meisterschaften wurden am 16. und 17. Juni 2012 im Wattenscheider Lohrheidestadion ausgetragen. An den beiden Tagen kamen insgesamt 30.000 Zuschauer. Die Meisterschaft fand damit nach 2002 und 2005 zum dritten Mal in Bochum-Wattenscheid statt.

## Ausgelagerte Wettbewerbe
Weitere Wettbewerbe fanden an anderen Orten und zu anderen Terminen statt.
- Es begann mit den Crossläufen am 10. März in Ohrdruf – Einzel- und Mannschaftswertung auf den Mittelstrecken (Männer und Frauen) sowie den Langstrecken (Männer)[3]
- Mit dem Halbmarathon ging es weiter am 15. April in Griesheim – Einzel- und Mannschaftswertung für Männer und Frauen[4]
- Das 20-km-Gehen für Frauen und Männer mit Einzel- und Mannschaftswertung wurde am 22. April in Naumburg veranstaltet.[5]
- Die 10.000-m-Läufe (Männer und Frauen) wurden am 5. Mai 2012 in Marburg ausgetragen.[6]
- Das Bahngehen über 5000 m (Frauen) und 10.000 m (Männer) gab es am 24. Juni in Diez.[7]
- Die längsten Staffelläufe standen am 22. Juli in Mönchengladbach – wie schon traditionell im Rahmen der Deutschen Jugendmeisterschaften – auf dem Programm.[8]
- Die Mehrkampfwettkämpfe fanden am 25. und 26. August in Hannover statt.[9]
- Den 10-km-Straßenlauf gab es am 16. September in Nagold mit Einzel- und Mannschaftswertung für Männer und Frauen.[10]
- Zu den Straßenlauf-Meisterschaften über 100 km traten die Langstreckenläufer und -läuferinnen am 6. Oktober in Rodenbach an.[11]
- Schon einen Tag später gingen die Berglauf-Meisterschaften über die Bühne – 7. Oktober in Zell am Harmersbach mit Einzel- und Mannschaftswertung für Männer und Frauen-[12]
- Das 50-km-Gehen kam am 13. Oktober in Gleina zur Austragung.[13]
- Die Marathon-Meisterschaften wurden wieder in den Rahmen eines Stadtmarathons eingebunden, in diesem Jahr in den München-Marathon am 14. Oktober – mit Einzel- und Mannschaftswertung für Männer und Frauen.[14]

## Übersichten
In den folgenden Übersichten sind die Medaillengewinner in den einzelnen Wettbewerben aufgeführt.
Zu einer ausführlicheren Auflistung mit den jeweils ersten acht in den einzelnen Disziplinen führt der Link Deutsche Leichtathletik-Meisterschaften 2012/Resultate.

## Medaillengewinner Männer
| Disziplin                                   | Gold                                                                          | Leistung       | Silber                                                                           | Leistung       | Bronze                                                                  | Leistung       |
| ------------------------------------------- | ----------------------------------------------------------------------------- | -------------- | -------------------------------------------------------------------------------- | -------------- | ----------------------------------------------------------------------- | -------------- |
| 100 m (Wind: +2,7)                          | Lucas Jakubczyk (SCC Berlin)                                                  | 10,16 s00      | Aleixo Platini Menga (TSV Bayer 04 Leverkusen)                                   | 10,16 s00      | Julian Reus (TV Wattenscheid 01)                                        | 10,26 s00      |
| 200 m (Wind: +1,1)                          | Julian Reus (TV Wattenscheid 01)                                              | 20,58 s00      | Aleixo Platini Menga (TSV Bayer 04 Leverkusen)                                   | 20,64 s00      | Sebastian Ernst (TV Wattenscheid 01)                                    | 20,72 s00      |
| 400 m                                       | Eric Krüger (SC Magdeburg)                                                    | 46,15 s00      | Thomas Schneider (Dresdner SC)                                                   | 46,28 s00      | Kamghe Gaba (LG Stadtwerke München)                                     | 46,46 s00      |
| 800 m                                       | Sören Ludolph (LG Braunschweig)                                               | 1:49,04 min    | Sebastian Keiner (Erfurter LAC)                                                  | 1:49,28 min    | Dennis Krüger (LAC Berlin)                                              | 1:49,28 min    |
| 1500 m                                      | Florian Orth (LG Telis Finanz Regensburg)                                     | 3:43,71 min    | Carsten Schlangen (LG Nord Berlin)                                               | 3:44,28 min    | Homiyu Tesfaye (LG Eintracht Frankfurt)                                 | 3:45,67 min    |
| 5000 m                                      | Arne Gabius (LAV Stadtwerke Tübingen)                                         | 13:51,78 min   | Philipp Pflieger (LG Telis Finanz Regensburg)                                    | 13:55,31 min   | André Pollmächer (rhein-marathon Düsseldorf)                            | 14:00,91 min   |
| 10.000 m                                    | Philipp Pflieger (LG Telis Finanz Regensburg)                                 | 28:45,76 min   | Hagen Brosius (SCC Berlin)                                                       | 28:59,67 min   | Vitaliy Rybak (TV Wattenscheid 01)                                      | 29:22,85 min   |
| 10-km-Straßenlauf                           | Philipp Pflieger (LG Telis Finanz Regensburg)                                 | 29:32 min00    | Musa Roba-Kinkal (Sportclub Gelnhausen)                                          | 29:39 min      | Sören Kah (LG Lahn-Aar-Esterau)                                         | 29:54 min00    |
| 10-km-Straßenlauf, Mannschaftswertung       | LG Telis Finanz RegensburgPhilipp Pflieger Sebastian Reinwand Jonas Koller    | 1:30:49 h0000  | LAV Stadtwerke TübingenClemens Bleistein Markus Weiß-Latzko Timo Göhler          | 1:31:48 h0000  | LG BraunschweigHeiko Baier Andreas Kuhlen Karsten Meier                 | 1:33:14 h0000  |
| Halbmarathon                                | Stefan Koch (TUSEM Essen)                                                     | 1:05:22 h0000  | Sören Kah (LG Lahn-Aar-Esterau)                                                  | 1:05:29 h0000  | Musa Roba-Kinkal (Sportclub Gelnhausen)                                 | 1:06:07 h0000  |
| Halbmarathon, Mannschaftswertung            | SG WendenTim-Arne Sidenstein Hans-Jörg Heiner Christian Biele                 | 3:23:12 h0000  | LC ErfurtChristian Seiler Marcel Bräutigam Phillip Willaschek                    | 3:27:50 h0000  | PSV Grün-Weiß KasselMarco Schwab Markus Jahn Thomas Thyssen             | 3:30:45 h0000  |
| Marathon                                    | Jan Simon Hamann (USC Bochum)                                                 | 2:19:45 h0000  | Sven Weyer (SG Spergau)                                                          | 2:21:58 h0000  | Benedikt Hoffmann (PTSV Jahn Freiburg)                                  | 2:22:22 h0000  |
| Marathon, Mannschaftswertung                | TSV KirchdorfFlorian Reichert Dirk Schwarzbach Thomas Bartholome              | 7:31:03 h0000  | Aachener TGAndré Collet Stefan Schnorr Andreas Probst                            | 7:32:33 h0000  | LAC Quelle FürthSebastian Jost Eike Loch Dominik Mages                  | 7:36:27 h0000  |
| 100-km-Straßenlauf                          | Michael Sommer (Eichenkreuz Schwaikheim)                                      | 7:12:34 h0000  | Jörg Hooß (LTF Marpingen)                                                        | 7:23:26 h0000  | Benedikt Straetling (Adler-Langlauf Bottrop)                            | 7:31:50 h0000  |
| 110 m Hürden (Wind: +1,6)                   | Alexander John (LAZ Leipzig)                                                  | 13,53 s00      | Matthias Bühler (LG Offenburg)                                                   | 13,66 s00      | Erik Balnuweit (LAZ Leipzig)                                            | 13,68 s00      |
| 400 m Hürden                                | Georg Fleischhauer (Dresdner SC)                                              | 49,74 s00      | Tobias Giehl (LG Würm Athletik)                                                  | 49,82 s00      | David Gollnow (LG Stadtwerke München)                                   | 49,87 s        |
| 3000 m Hindernis                            | Benedikt Karus (LG badenova Nordschwarzwald)                                  | 8:42,81 min    | Michael Wilms (LG Stadtwerke München)                                            | 8:45,73 min    | Tim Stegemann (VfV Spandau Berlin)                                      | 8:48,12 min    |
| 4 × 100 m Staffel                           | TV Wattenscheid 01Christian Blum Julian Reus Sebastian Ernst Robin Erewa      | 39,23 s00      | SCC BerlinLucas Jakubczyk Maximilian Kessler Robert Hind Eric Franke             | 39,45 s00      | LT DSHS KölnRobert Polkowski Thomas Demmer Miguel Rigau Jens Faßbender  | 40,38 s00      |
| 4 × 400 m Staffel                           | LG Stadtwerke MünchenKamghe Gaba Benedikt Wiesend Michael Wilms David Gollnow | 3:07,91 min    | LG Eintracht FrankfurtMichael Pflüger Benjamin Jonas Niklas Zender Clemens Höfer | 3:08,57 min    | Dresdner SCGeorg Fleischhauer Jan Riedel Florian Handt Thomas Schneider | 3:09,37 min    |
| 3 × 1000-m-Staffel                          | LG BraunschweigMoritz Waldmann Jonas Hamm Sören Ludolph                       | 7:05,45 min    | LG Telis Finanz RegensburgFelix Plinke Philipp Pflieger Florian Orth             | 7:05,57 min    | StG Laufteam ErfurtRico Schwarz Sven Praetorius Sebastian Keiner        | 7:07,59 min    |
| 10.000-m-Bahngehen                          | André Höhne (SCC Berlin)                                                      | 40:10,47 min   | Hagen Pohle (SC Potsdam)                                                         | 40:17,71 min   | Carsten Schmidt (SCC Berlin)                                            | 40:19,19 min   |
| 20-km-Gehen                                 | Christopher Linke (SC Potsdam)                                                | 1:20:55 h0000  | André Höhne (SCC Berlin)                                                         | 1:21:24 h0000  | Carsten Schmidt (SCC Berlin)                                            | 1:24:49 h0000  |
| 20-km-Gehen, Mannschaftswertung             | SCC BerlinAndré Höhne Carsten Schmidt Maik Berger                             | 4:11:30 h0000  | SC PotsdamChristopher Linke Hagen Pohle Nils Christopher Gloger                  | 4:16:58 h0000  | Polizei SV BerlinWilfried Gaube Günter Evertz Uwe Tolle                 | 5:50:16 h0000  |
| 50-km-Gehen                                 | Carsten Schmidt (SCC Berlin)                                                  | 4:14:32 h0000  | Helmut Prieler (SpVgg Niederaichbach)                                            | 4:55:13 h0000  | Joachim Maier (SV Breitenbrunn)                                         | 5:28:58 h0000  |
| Hochsprung                                  | Eike Onnen (LG Hannover)                                                      | 2,25 m         | Matthias Haverney (Dresdner SC)                                                  | 2,22 m         | Raúl Spank (Dresdner SC)                                                | 2,22 m         |
| Stabhochsprung                              | Malte Mohr (TV Wattenscheid 01)                                               | 5,82 m         | Raphael Holzdeppe (LAZ Zweibrücken)                                              | 5,77 m         | Karsten Dilla (LAV Bayer Uerdingen/Dormagen)                            | 5,72 m         |
| Weitsprung                                  | Sebastian Bayer (Hamburger SV)                                                | 7,91 m         | Julian Howard (LG Region Karlsruhe)                                              | 7,82 m         | Alyn Camara (TSV Bayer 04 Leverkusen)                                   | 7,73 m         |
| Dreisprung                                  | Andreas Pohle (ASV Erfurt)                                                    | 16,64 m        | Manuel Ziegler (LG Telis Finanz Regensburg)                                      | 16,26 m        | Randy Lewis (TSV Bayer 04 Leverkusen)                                   | 16,12 m        |
| Kugelstoßen                                 | David Storl (LAC Erdgas Chemnitz)                                             | 20,96 m        | Marco Schmidt (VfL Sindelfingen)                                                 | 20,14 m        | Tobias Dahm (VfL Sindelfingen)                                          | 19,56 m        |
| Diskuswurf                                  | Robert Harting (SCC Berlin)                                                   | 67,79 m        | Martin Wierig (SC Magdeburg)                                                     | 64,48 m        | Markus Münch (LG Wedel-Pinneberg)                                       | 63,17 m        |
| Hammerwurf                                  | Markus Esser (TSV Bayer 04 Leverkusen)                                        | 75,38 m        | Andreas Sahner (LC Rehlingen)                                                    | 70,72 m        | Johannes Bichler (LG Stadtwerke München)                                | 70,19 m        |
| Speerwurf                                   | Thomas Röhler (LC Jena)                                                       | 78,58 m        | Tino Häber (LAZ Leipzig)                                                         | 76,94 m        | Lars Hamann (Dresdner SC)                                               | 75,87 m        |
| Zehnkampf                                   | Kai Kazmirek (LG Rhein-Wied)                                                  | 7924 P         | Johannes Hock (TSV Bayer 04 Leverkusen)                                          | 7884 P         | Steffen Kahlert (TuS Wunstorf)                                          | 7773 P         |
| Zehnkampf, Mannschaftswertung               | LG Neckar-EnzFelix Hepperle Thorsten Seyb Matthias Laube                      | 20.380 P       | LAV Stadtwerke TübingenThorsten Bertsch Nils Merten Leon Brendel                 | 19.423 P       | VfL SindelfingenRene Stauß Manuel Retzbach Johannes Carl                | 19.355 P       |
| Crosslauf Mittelstrecke – 4,1 km            | Tobias Gröbl (LG Zusam)                                                       | 12:28 min00    | Wolfram Müller (Erfurter LAC)                                                    | 12:35 min00    | Philipp Pflieger (LG Telis Finanz Regensburg)                           | 12:41 min00    |
| Crosslauf Mittelstrecke, Mannschaftswertung | LG Telis Finanz RegensburgPhilipp Pflieger Julian Flügel Felix Plinke         | Pl.-Ziff. 16   | LV PliezhausenFlorian Totzauer Demian Werminghausen Matthias Walker              | Pl.-Ziff. 50   | OTB OsnabrückViktor Kuk Maik Wollherr Marius Hüpel                      | Pl.-Ziff. 56   |
| Crosslauf Langstrecke – 9,9 km              | Musa Roba-Kinkal (Sportclub Gelnhausen)                                       | 30:49 min00    | Marian Blazinski (SG Schramberg)                                                 | 30:52 min00    | Gregor Buchholz (LAZ Saarbrücken)                                       | 31:00 min00    |
| Crosslauf Langstrecke, Mannschaftswertung   | ASV ErfurtRico Schwarz Sven Praetorius Marcus Schöfisch                       | Pl.-Ziff. 35   | TSV KirchdorfFlorian Reichert Dirk Schwarzbach Thomas Bartholome                 | Pl.-Ziff. 63   | VfB LC FriedrichshafenRichard Ringer Martin Sperlich Jens Ziganke       | Pl.-Ziff. 69   |
| Berglauf – 9,5 km                           | Timo Zeiler (LG Brandenkopf)                                                  | 42:05,3 min0   | Benedikt Hoffmann (PTSV Jahn Freiburg)                                           | 42:42,8 min0   | Korbinian Schönberger (LLC Marathon Regensburg)                         | 42:53,6 min0   |
| Berglauf, Mannschaftswertung                | LLC Marathon RegensburgKorbinian Schönberger Ralf Preißl Marco Sturm          | 2:13:13,7 h000 | LG BraunschweigHeiko Baier Andreas Kuhlen Karsten Meier                          | 2:13:58,5 h000 | LG BrandenkopfTimo Zeiler Joachim Benz Ulrich Benz                      | 2:14:01,8 h000 |

## Medaillengewinner Frauen
| Disziplin                             | Gold                                                                           | Leistung       | Silber                                                                          | Leistung       | Bronze                                                                              | Leistung       |
| ------------------------------------- | ------------------------------------------------------------------------------ | -------------- | ------------------------------------------------------------------------------- | -------------- | ----------------------------------------------------------------------------------- | -------------- |
| 100 m (Wind: +3,0)                    | Verena Sailer (MTG Mannheim)                                                   | 11,22 s00      | Tatjana Pinto (LG Ratio Münster)                                                | 11,26 s00      | Anne Möllinger (MTG Mannheim)                                                       | 11,41 s00      |
| 200 m (Wind: -0,3)                    | Inna Weit (LC Paderborn)                                                       | 23,52 s00      | Anne Möllinger (MTG Mannheim)                                                   | 23,73 s00      | Christina Frewer (TV Wattenscheid 01)                                               | 23,85 s00      |
| 400 m                                 | Esther Cremer (TV Wattenscheid 01)                                             | 52,21 s00      | Janin Lindenberg (SC Magdeburg)                                                 | 52,81 s00      | Fabienne Kohlmann (LG Karlstadt-Gambach-Lohr)                                       | 53,84 s00      |
| 800 m                                 | Anne Kesselring (LAC Quelle Fürth)                                             | 2:04,60 min    | Karoline Pilawa (LG Stadtwerke München)                                         | 2:04,92 min    | Sonja Mosler (TV Herkenrath)                                                        | 2:05,25 min    |
| 1500 m                                | Corinna Harrer (LG Telis Finanz Regensburg)                                    | 4:11,04 min    | Denise Krebs (TV Wattenscheid 01)                                               | 4:11,38 min    | Diana Sujew (SC Potsdam)                                                            | 4:11,53 min    |
| 5000 m                                | Sabrina Mockenhaupt (LG Sieg)                                                  | 15:47,01 min   | Eleni Gebrehiwot (TV Wattenscheid 01)                                           | 15:47,48 min   | Lisa Hahner (Run2Sky.com)                                                           | 15:49,83 min   |
| 10.000 m                              | Sabrina Mockenhaupt (LG Sieg)                                                  | 32:34,36 min   | Simret Restle-Apel (PSV Grün-Weiß Kassel)                                       | 32:41,50 min   | Maren Kock (LG Telis Finanz Regensburg)                                             | 33:29,14 min   |
| 10-km-Straßenlauf                     | Sabrina Mockenhaupt (LG Sieg)                                                  | 32:56 min00    | Corinna Harrer (LG Telis Finanz Regensburg)                                     | 33:38 min00    | Lisa Hahner (Run2Sky.com)                                                           | 34:13 min00    |
| 10-km-Straßenlauf, Mannschaftswertung | LG Telis Finanz RegensburgCorinna Harrer Jana Janine Soethout Steffi Volke     | 1:43:59 h0000  | PSV Grün-Weiß KasselAnja Schneider Silke Optekamp Tanja Nehme                   | 1:47:36 h0000  | LG Ratio MünsterNina Stöcker Frederike Straeten Sandra Lüring                       | 1:49:19 h0000  |
| Halbmarathon                          | Simret Restle-Apel (PSV Grün-Weiß Kassel)                                      | 1:12:59 h0000  | Susanne Hahn (SV Schlau.com Saar 05 Saarbrücken)                                | 1:13:46 h0000  | Katharina Heinig (LG Eintracht Frankfurt)                                           | 1:15:49 h0000  |
| Halbmarathon, Mannschaftswertung      | PSV Grün-Weiß KasselSimret Restle-Apel Silke Optekamp Stefanie Wiesmair        | 3:53:16 h0000  | LG Eintracht FrankfurtKatharina Heinig Katrin Dörre-Heinig Natascha Schmitt     | 3:57:41 h0000  | LAG Mittlere IsarBernadette Pichlmaier Melanie Stemper Monika Rausch                | 4:01:50 h0000  |
| Marathon                              | Susanne Hahn (SV Schlau.com Saar 05 Saarbrücken)                               | 2:32:11 h0000  | Monika Heiß (LG Telis Finanz Regensburg)                                        | 2:45:14 h0000  | Steffi Volke (LG Telis Finanz Regensburg)                                           | 2:47:22 h0000  |
| Marathon, Mannschaftswertung          | LG Telis Finanz RegensburgMonika Heiß Steffi Volke Andrea Weber                | 8:30:06 h0000  | SV Schlau.com Saar 05 SaarbrückenSusanne Hahn Kare Aus Der Fünten Marion Jakobs | 8:40:40 h0000  | Spiridon FrankfurtTeresa Ebert Karin Schenk Vera Martens                            | 9:15:51 h0000  |
| 100-km-Straßenlauf                    | Branka Hajek (LAZ Salamander Kornwestheim-Ludwigsburg)                         | 8:12:29 h0000  | Marion Braun (SV Germania Eicherscheid)                                         | 8:39:51 h0000  | Simone Stöppler (SSC Hanau-Rodenbach)                                               | 8:43:01 h0000  |
| 100 m Hürden (Wind: +1,7)             | Carolin Nytra (MTG Mannheim)                                                   | 12,74 s00      | Cindy Roleder (LAZ Leipzig)                                                     | 12,91 s00      | Nadine Hildebrand (LAZ Salamand. Kornwestheim-Ludwigsb.)                            | 13,08 s00      |
| 400 m Hürden                          | Tina Kron (SV Schlau.com Saar 05 Saarbrücken)                                  | 57,36 s00      | Claudia Wehrsen (LT DSHS Köln)                                                  | 58,09 s        | Frederike Hogrebe (LT DSHS Köln)                                                    | 58,43 s00      |
| 3000 m Hindernis                      | Antje Möldner-Schmidt (LC Cottbus)                                             | 9:42,42 min    | Sanaa Koubaa (LG Stadtwerke Hilden)                                             | 9:51,77 min    | Verena Dreier (SG Wenden)                                                           | 10:04,31 min   |
| 4 × 100 m Staffel                     | TV Wattenscheid 01Christina Frewer Esther Cremer Maike Dix Karoline Köhler     | 44,08 s00      | MTG MannheimNadine Gonska Carina Frey Johanna Kedzierski Deborah Hufschmidt     | 45,38 s00      | LC PaderbornBritta Tomkel Inna Weit Sarah Noll Sinje Florczak                       | 45,94 s00      |
| 4 × 400 m Staffel                     | LT DSHS KölnFrederike Hogrebe Lara Hoffmann Kim Carina Schmidt Claudia Wehrsen | 3:36,42 min    | TV Wattenscheid 01Maral Feizbakhsh Denise Krebs Janina Balke Esther Cremer      | 3:37,97 min    | TSV Bayer 04 LeverkusenKira Biesenbach Carolin Walter Julia Schaefers Julia Förster | 3:38,33 min    |
| 3 × 800-m-Staffel                     | TSV Bayer 04 LeverkusenLena Menzel Annett Horna Carolin Walter                 | 6:15,88 min    | LAC Quelle FürthSandra Keil Agata Strausa Anne Kesselring                       | 6:20,26 min    | LG Olympia DortmundCarolin Strophff Jana Hartmann Monika Merl                       | 6:20,54 min    |
| 5000-m-Bahngehen                      | Sabine Krantz geb. Zimmer (TV Wattenscheid 01)                                 | 21:01,73 min   | Bianca Schenker (LG Vogtland)                                                   | 24:37,97 min   | Brit Schröter (LG Vogtland)                                                         | 25:14,95 min   |
| 20-km-Gehen                           | Sabine Krantz geb. Zimmer (TV Wattenscheid 01)                                 | 1:33:02 h0000  | Bianca Schenker (LG Vogtland)                                                   | 1:45:45 h0000  | Nicole Best (TV Groß-Gerau)                                                         | 1:53:41 h0000  |
| 20-km-Gehen, Mannschaftswertung       | TV Groß-Gerau INicole Best Linda Betto Brigitte Patrzalek                      | 6:13:04 h0000  | TV BiberachLisa Wälde Sylvia Wälde Marita Echle                                 | 6:48:49 h0000  | TV Groß-Gerau IIMonika Müller Margarete Molter Hatice Alev Janetzka                 | 7:31:03 h0000  |
| Hochsprung                            | Ariane Friedrich (LG Eintracht Frankfurt)                                      | 1,86 m         | Marie-Laurence Jungfleisch (LAZ Salamand. Kornwesth.-Ludwigsb.)                 | 1,82 m         | Nele Hollmann (TV Wattenscheid 01)                                                  | 1,82 m         |
| Stabhochsprung                        | Silke Spiegelburg (TSV Bayer 04 Leverkusen)                                    | 4,70 m         | Lisa Ryzih (ABC Ludwigshafen)                                                   | 4,65 m         | Martina Strutz (SC Neubrandenburg)                                                  | 4,45 m         |
| Weitsprung                            | Beatrice Marscheck (LAZ Gießen)                                                | 6,49 m         | Melanie Bauschke (LG Nike Berlin)                                               | 6,47 m         | Ksenia Achkinadze (Sportclub Gelnhausen)                                            | 6,45 m         |
| Dreisprung                            | Jenny Elbe (Dresdner SC)                                                       | 14,06 m        | Katja Demut (LC Jena)                                                           | 13,68 m        | Kristin Gierisch (LAC Erdgas Chemnitz)                                              | 13,43 m        |
| Kugelstoßen                           | Nadine Kleinert (SC Magdeburg)                                                 | 19,18 m        | Josephine Terlecki (SC Magdeburg)                                               | 18,87 m        | Denise Hinrichs (TV Wattenscheid 01)                                                | 18,36 m        |
| Diskuswurf                            | Nadine Müller (Hallesche Leichtathletik-Freunde)                               | 66,47 m        | Julia Fischer (SCC Berlin)                                                      | 63,21 m        | Anna Rüh (SC Neubrandenburg)                                                        | 63,14 m        |
| Hammerwurf                            | Betty Heidler (LG Eintracht Frankfurt)                                         | 73,65 m        | Daniela Manz (TSV Bayer 04 Leverkusen)                                          | 61,90 m        | Carolin Paesler (Hallesche Leichtathletik-Freunde)                                  | 61,46 m        |
| Speerwurf                             | Christina Obergföll (LG Offenburg)                                             | 65,86 m        | Linda Stahl (TSV Bayer 04 Leverkusen)                                           | 64,35 m        | Katharina Molitor (TSV Bayer 04 Leverkusen)                                         | 63,20 m        |
| Siebenkampf                           | Kira Biesenbach (TSV Bayer 04 Leverkusen)                                      | 5779 P         | Annett Fleming (TSV Bayer 04 Leverkusen)                                        | 5692 P         | Alina Biesenbach (TSV Bayer 04 Leverkusen)                                          | 5356 P         |
| Siebenkampf, Mannschaftswertung       | TSV Bayer 04 LeverkusenKira Biesenbach Alina Biesenbach Anna Maiwald           | 16.454 P       | LG Eintracht FrankfurtKatharina Weislogel Verena Schiebel Louisa Kunz           | 14.757 P       | LG Ratio MünsterTheresa Greb Kathrin Czichon Sina Heemsoth                          | 14.393 P       |
| Crosslauf – 5,2 km                    | Eleni Gebrehiwot (TV Wattenscheid 01)                                          | 17:51 min00    | Anna Hahner (Run2Sky.com)                                                       | 17:54 min00    | Corinna Harrer (LG Telis Finanz Regensburg)                                         | 18:20 min00    |
| Crosslauf, Mannschaftswertung         | LG Telis Finanz Regensburg ICorinna Harrer Christiane Danner Maren Kock        | Pl.-Ziff. 23   | LG badenova NordschwarzwaldElena Burkard Felicitas Mensing Domenika Weiß        | Pl.-Ziff. 41   | LG Telis Finanz Regensburg IISteffi Volke Jana Janine Soethout Juliane Straub       | Pl.-Ziff. 62   |
| Berglauf – 9,5 km                     | Melanie Weiß (TSV Annweiler)                                                   | 52:00,9 min0   | Tina Fischl (LG Passau)                                                         | 52:19,4 min0   | Tanja Grießbaum (LG Rülzheim)                                                       | 53:06,0 min0   |
| Berglauf, Mannschaftswertung          | LG WelfenMonica Carl Marie-Luise Heilig-Duventäster Brigitte Hoffmann          | 2:49:48,0 h000 | SC Brandenburg BerlinLuisa Boschan Nadia Dagher Kai-Louise Neugebauer           | 2:56:18,8 h000 | LLC Marathon RegensburgRegina Graf Birgit Hierl Barbara Stich                       | 2:56:34,7 h000 |

## Videolinks
- Leichtathletik DM 2012 Wattenscheid 400m Hürden Endlauf, Männer, youtube.com, abgerufen am 18. April 2021
- Deutsche Leichtathletik Meisterschaften 2012, 400m Hürden Endlauf, Frauen, youtube.com, abgerufen am 18. April 2021
- Deutsche Leichtathletik Meisterschaften 2012, 400m Hürden 2. Vorlauf, Frauen, youtube.com, abgerufen am 18. April 2021